# Czapla czarnonoga
Czapla czarnonoga (Ardea intermedia) – gatunek dużego ptaka z rodziny czaplowatych (Ardeidae). Występuje w południowej, południowo-wschodniej i wschodniej Azji. Nie jest zagrożony wyginięciem.

## Taksonomia i zasięg występowania
Obecnie czapla czarnonoga uznawana jest za gatunek monotypowy. Tradycyjnie za podgatunki A. intermedia uznawane były: czapla żółtogoleniowa (A. brachyrhyncha) z Afryki Subsaharyjskiej oraz czapla strojna (A. plumifera) z Australazji, jednak na współczesnych listach ptaków świata są one klasyfikowane jako osobne gatunki na podstawie różnic w morfologii. Decyzję o rozdzieleniu tych gatunków w 2024 roku zaakceptował North American Classification Committee (NACC), zwracając jednak uwagę, że nadal brak jest badań genetycznych, które by określiły relacje pokrewieństwa między tymi taksonami.

## Morfologia
Długość ciała 56–72 cm; rozpiętość skrzydeł 105–115 cm; masa ciała 400–500 g.
Białe pióra, mocny dziób, długa szyja. W szacie godowej długie ozdobne pióra na grzbiecie i piersi, skóra przed okiem zielona, dziób pomarańczowy lub czerwony, czerwone golenie. W szacie spoczynkowej brakuje ozdobnych piór. Dziób i naga skóra na głowie pomarańczowożółte, nogi czarne.

## Zasięg występowania
Czapla czarnonoga zamieszkuje subkontynent indyjski, południowe Chiny po Koreę Południową i środkową Japonię, Azję Południowo-Wschodnią po Wielkie Wyspy Sundajskie (Indonezja). Populacje z północy zasięgu są wędrowne.

## Ekologia i zachowanie
Zamieszkuje płytkie, słodkie lub słone bagna. Część osiadła, niektóre koczują lub wędrują. Poluje, chodząc wolno, z uniesioną szyją. Lata, powoli uderzając skrzydłami, z szyją położoną na grzbiecie; w locie wygląda jak ptak z szerokimi skrzydłami o bardzo krótkiej szyi.

### Lęgi
Gnieździ się w dużych koloniach z innymi gatunkami ptaków. Gniazdo o luźnej strukturze budują oboje rodzice z patyków i łodyg trzcin. Umiejscowione jest zwykle w pobliżu wody – na drzewach, krzewach lub w szuwarach, zwykle na wysokości 3–6 metrów, czasem nawet do 20. Samica składa 2–4 jaja. Wysiadują oboje rodzice przez około 24–27 dni. Pisklęta karmione są przez rodziców zwracanym pokarmem. Uzyskują zdolność lotu po około 35 dniach od wyklucia.

## Status
W Czerwonej księdze gatunków zagrożonych IUCN czapla czarnonoga klasyfikowana jest jako najmniejszej troski (LC, Least Concern). Globalny trend liczebności populacji uznawany jest za spadkowy, choć niektóre populacje mogą być stabilne, a trend liczebności niektórych nie jest znany.